# تبنة (سوريا)
تقع قرية تبنة في سوريا بسهل حوران بمحافظة درعا. وهي كلمة مشتقة من كلمة (التبن) ويعود ذلك لكثرة الماشية فيها، تتبع إداريا لمحافظة درعا. وتتوسط المسافة بين العاصمة دمشق ومدينة درعا، تبعد عن درعا شمالًا حوالي 42 كم وعن دمشق حوالي 58 كم, وقد ذكرها ياقوت الحموي في معجم البلدان، يخترق القرية وادي عرام الذي نادرا ما تنضب مياهه فيعطي البلدة رونقا متميزا وبديعا. وتبنة تعتبر من الريف السوري الجنوبي الهادئ , كما توجد قريه بنفس الاسم «تبنه» في الجانب الأردني من سهل حوران و تحديدا في محافظة اربد الأردنية

## التعليم
إن أهل القرية من محبي العلم والثقافة وتحوي قرية تبنة عددًا من المدارس الابتدائية والإعدادية، أما عن الثانوية فإن الطلاب يقصدون بلدة خبب المجاورة للدراسة فيها، وقد خرّجت العديد من حملة الشهادات العلمية والمتفوقين.

## الأنشطة والخدمات
تضم القرية عددًا من المراكز الخدمية ومركز للهاتف، يعمل معظم سكانها في الزراعة وتنتج مختلف أنواع الخضراوات الصيفية، بينما يتجه شبابها للعمل في مراكز المدن وخصوصا العاصمة دمشق بسبب تراجع الزراعة واهتمام السكان بالوظائف الحكومية والخاصة.

## الآثار
لدى قرية تبنة إرثًا تاريخيا كبيرًا، يشهد على ذلك المساكن الأثرية وبقايا الأساسات والحجارة المستخدمة في أعمال البناء بالإضافة إلى بعض التلال والخرب الأثرية المحيطة بها، ولا شك في أن أهم تلك الآثار الكنيسة القديمة الموجودة في القرية والمعروفة باسم كنيسة مارجاورجيوس للروم الكاثوليك
وفيها كنيسة قديمة جدا تعود إلى الحقبة البيزنطية، لكن من المؤكد أنها رممت أيام العثمانين وذلك قبل مئة وأربعين عامًا وبعد ذلك بعشرين عامًا تعرضت للغزو من قبل بعض البدو وغيرهم من الذين كان هدفهم نهب ممتلكات الكنيسة، حيث تجمع فيها نساء وشيوخ وأطفال القرية، وحسب الرواية فإن أهالي القرية هبوا للدفاع عنها فكانت المساعدة الإلهية بأن أرسل إليهم الخضر على حصانه الأبيض فأطلق شهبًا في عيون أولئك الذين كانوا يريدون نهبها، وعليه سميت تيمنًا بحاميها وهو الخضر أوالقديس جرجس أو مار جرجس.
إن أطوال الكنيسة تبلغ 10×25 مترًا وآخر تجديد لها كان حوالي 1982 م،

## الديانة
يدين أهالي قرية تبنة بالمسيحية ويتبعون طائفة الروم الملكيين الكاثوليك وهم على الأرجح من أصول الغساسنة الذين سكنوا المنطقة وكانوا يتبعون الدين المسيحي.